# Slesvigske Musikkorps
 Der er for få eller ingen kildehenvisninger i denne artikel, hvilket er et problem. Du kan hjælpe ved at angive troværdige kilder til de påstande, som fremføres i artiklen.

Slesvigske Musikkorps (SMUK) er et af Forsvarets 3 fuldtidsprofessionelle musikkorps og består af 16 musikere, henholdsvis messingblæsere og slagtøjsspillere.  
Musikkorpset repræsenterer Forsvaret ved en lang række arrangementer og koncerter både herhjemme og i udlandet. Som Forsvarets Musikalske Ambassadør deltager orkesteret årligt ved mere end 140 militære og civile arrangementer, herunder offentlige koncerter, militære parader og nationale mærkedage.  
Slesvigske Musikkorps er kendt for sin store kunstneriske bredde og musikalske dybde. Først og fremmest er SMUK dog Forsvarets Musikalske Ambassadører og sikrer den musikalske ramme om Forsvarets aktiviteter. Det gælder ikke mindst, når der ved militære parader bliver sagt tak for indsatsen til Danske udsendte soldater, når Forsvaret byder velkommen til nye værnepligtige, når SMUK spiller julemusik i Afghanistan eller når SMUK tager imod kisten med en falden soldat. 
Musikkorpsets historie strækker sig tilbage til 1778, hvor det blev oprettet sammen med Slesvigske Fodregiment. Siden dengang har musikkorpset været inde i en rivende udvikling lever derfor til fulde op til målsætningen om at afspejle Forsvaret som en moderne, men samtidig traditionsbærende virksomhed.
Musikkorpset har dagligt til huse i Slesvigske Musikhus i Haderslev.  

## Historie
| Årstal     | Begivenhed |
| 1808       | Feltmusikkorps (ren messingbesætning) oprettes ved Jægerkorpsene - herunder også ved Sjællandske Jægerkorps, der har garnison i Helsingør, men som i 1816 flyttes til Kastellet i København. |
| 1842       | Alle på det tidspunkt eksisterende regimentsmusikkorps - bortset fra Livgardebataljonens nedlægges. Hovedparten af musikerne overføres til 4 Brigademusikkorps (harmonibesætning). Resten indgår i feltmusikkorps i de 5 Jægerkorps og 2 Bataljoner (11. og 17.). Sjællandske Jægerkorps skifter navn til 2. Jægerkorps og flyttes tilbage til Helsingør. |
| 1851/ 1852 | Hornblæserne ved de øvrige bataljoner danner feltmusikkorps - herunder 3. Bataljon, der har garnison i Altona. 2. Jægerkorps flyttes til Glückstadt. |
| 1860       | Jægerkorpsene omdannes til infanteribataljoner. 2. Jægerkorps bliver til 18. Bataljon. Musikkorpset bliver til 18. Bataljns Musikkorps. |
| 1864       | Under krigen omdannes bataljonerne midlertidigt til regimenter. Musikkorpsene benævnes i den periode som 3. hhv. 18. Regiments Musikkorps. Musikkorpsene er dog kun virksomme når de ligger i kantonnement bag fronten. Ved fronten bruges alle musikere som signalhornblæsere. Efter krigen bliver enhederne og musikkorpsene igen bataljoner og bataljonsmusikkorps. Da både 3. og 18. Bataljon havde garnison syd for den nye grænse, flyttes de til Helsingør.                                                                           |
| 1867       | Hæren omorganiseres i 5 brigader, hver bestående af 2 halv-brigader, som igen består af 2 bataljoner. Hver brigade får et musikkorps, bestående af de to halvbrigaders musikkorps, der hver be- står af to bataljonsmusikkorps - alt sammen feltmusik (ren messingbesætning). I Helsingør garnison ligger 1. Sjællandske Brigades 2. Halvbrigade, bestående af 3. og 18. Bataljon - Helsingør er således garnison for 2. Halvbrigades Musikkorps, der bestod af 3. Bataljons Musikkorps og 18. Bataljons Musikkorps.                         |
| 1880       | Halvbrigaderne bliver til regimenter. Halvbrigaden i Helsingør bliver til 2. Regiment, og de to bataljonsmusikkorps samles i 2. Regiments Musikkorps under ledelse af stabshornblæser Vil- helm Crail. Han afløses i 1894 af Hans P. Nielsen. I 1899 tiltræder stabshornblæser A.B. Rasmussen, der i 1919 afløses af P. Reindahl. I 1921 til træder Christian Larsen, som fra 1922 har titel af ’musikdirigent’. |
| 1923       | Efter genforeningen i 1920 har skiftende danske regimentsmusikkorps betjent landsdelen, men i 1923 forlægges 2. Regiment med musikkorps permanent til Sønderborg. Musikdirigent Christian Larsen ønsker ikke at flytte med, og han afløses derfor af musikdirigent Tage Christoffersen, der igen i 1927 bliver afløst af Harald Jensen. Han er kun ved musikkorpset et år, og så - i 1928 - tiltræder den musikdirigent, der kom til at tegne musikkorpset mange år frem - Hans William Kofoed.                                              |
| 1932       | Rigsdagen beslutter efter indstilling fra hærledelsen, at alle musikkorps uden for Livgarden skal nedlægges og 174 regimentsmusikere mister deres arbejde. At disse alligevel hold sammen, viser fotoet fra ’Rundskuet’ i Aabenraa i 1934. I selvkomponerede Livgardeuniformer af vekslende kvalitet, genkendes flere af 2. Regiments Musikkorps tidligere musikere - bl.a. Hans W. Kofoed. |
| 1941       | Påvirket af den tyske besættelse, og med den de dygtige tyske musikkorps, der udfoldede stor koncertvirksomhed i de første besættelsesår, besluttede Rigsdagen at genoprette den danske regimentsmusik. Det blev dog i meget begrænset omfang - kun fire musikkorps blev genoprettet. Her iblandt var 2. Regimentsmusikkorps, der den 1. maj 1941 fik en stormende modtagelse i Sønderborg. Hans W. Kofoed var genindtrådt som musikdirigent.                                                                                                |
| 1942       | I efteråret forlangte tyskerne Jylland rømmet for dansk militær. De var - sikkert med rette - ikke trygge ved, om den danske hær var loyal mod tyskerne, hvis det kom til en invasion ved Jyllands vestkyst. 2. Regiment med musikkorps måtte forlade Sønderborg og fik garnison i Faaborg på Fyn. Her var de til 29 august 1943, da samarbejdspolitikken brød sammen. Efter en kort internering blev soldater og musikere sendt hjem. I Sønderborg fortsatte 2. Regiments Musikkorps sit virke i civil under navnet "Kofoeds Hornorkester". |
| 1945       | Musikkorpset var hurtigt klar til igen at trække i uniform ved befrielsen. |
| 1953       | Regiment og musikkorps flyttes til Haderslev. Samtidig oprettes endnu et musikkorps - 6. Regiments Musikkorps i Odense, og en del af musikerne fra 2. Regiments Musikkorps flyttede med til Odense og udgjorde grundstammen i det nye musikkorps. Også musikdirigent Hans W. Kofoed flyttede til den nye musikkorps, og han blev afløst som musikdirigent for 2. Regiments Musikkorps af Bue Lund Nielsen. |
| 1961       | Regimenterne fik de gamle regimentsnavne tilbage. 2. Regiments Musikkorps blev nu til Slesvigske Fodregiments Musikkorps. |
| 1974       | Musikdirigent Bue Lund Nielsen afløses af musik- dirigent Knud Graugaard. |
| 1990       | Musikdirigent Jack Lawrence tiltræder. |
| 1997       | Fynske Livregiments Musikkorps - Musikkorps Fyn - nedlægges, og musikdirigent Erik Hammerbak overtager ledelse af Slesvigske Fodregiments Musikkorps. |
| 2000       | Slesvigske Fodregiment nedlægges. Musikkorpset får lov til at bestå, men lægges ind under Telegrafregimentet I fredericia. Musikkorpset beholder dog sin garnison i Haderslev. |
| 2004       | Musikdirigent Erik Hammerbak afløses af musik - dirigent René Bjerregaard Nielsen. |
| 2012       | Musikdirigent René Bjerregaard Nielsens kontraktperiode udløber. Her efter overgår musik- korpset til at have skiftende civile chefdirigenter |
| 2014       | Dirigent Peter Ettrup Larsen er i to omgange, 2013-2015 og 2015 - 2016, kontraktansat som chefdirigent i Slesvigske Musikkorps |
| 2017       | Forsvarets første kvindelige chefdirigent, Susanne Vibæk Svanekier, bliver ansat på en 4-årig kontrakt. |